# Masahiro Ota
Masahiro Ota (太田 昌宏 Ota Masahiro?,  nacido el 28 de abril de 1970 en Kioto) es un exfutbolista japonés. Jugaba de guardameta y su último club fue el Urawa Reds de Japón.

## Trayectoria

### Clubes
| Club                | País  | Año         |
| ------------------- | ----- | ----------- |
| JEF United Ichihara | Japón | 1993 - 1994 |
| Urawa Reds          | Japón | 1995 - 1997 |